# Gracilimesus modestatenuis
Gracilimesus modestatenuis är en kräftdjursart som först beskrevs av Menzies och George 1972.  Gracilimesus modestatenuis ingår i släktet Gracilimesus och familjen Ischnomesidae. Inga underarter finns listade i Catalogue of Life.